# Făurei
Făurei város Brăila megyében, Munténiában, Romániában.

## Fekvése
A  Buzău folyó közelében helyezkedik el, a Román Alföldön. Karácsonkő városától 27 km-re, Románvásár városától pedig 22 km-re található.

## Történelem
Városi rangját 1968. február 17-én kapta meg.

## Népesség
A város népességének alakulása:
- 1977 - 3574 lakos
- 1992 - 4356 lakos
- 2002 - 4097 lakos

## Gazdaság
A város fontos vasúti csomópont és tesztközpont.
Jelentős az állattenyésztés a településen.

## Külső hivatkozások
- A város honlapja
- A városról